# Calathea brunnescens
Calathea brunnescens är en strimbladsväxtart som först beskrevs av Karl Heinrich Koch, och fick sitt nu gällande namn av Karl Moritz Schumann. Calathea brunnescens ingår i släktet Calathea och familjen strimbladsväxter. Inga underarter finns listade.